# Eubazus provancheri
Eubazus provancheri is een schildwesp (familie Braconidae) uit de orde vliesvleugeligen (Hymenoptera). De beschrijving van de soort werd in 1886 gepubliceerd door Provancher die de soort de wetenschappelijke naam Blacus longicaudus gaf. In 1975 plaatste Achterberg de soort in het geslacht Eubazus. Omdat de naam Eubazus longicaudus al bezet was, gaf Achterberg de soort het nomen novum Eubazus provancheri, naar de auteur van de oorspronkelijke naam.